# رودریگو مونیز
رودریگو مونیز (انگلیسی: Rodrigo Muniz؛ زادهٔ ۴ مهٔ ۲۰۰۱) بازیکن فوتبال اهل برزیل است.

## دوران حرفه‌ای

### دسپورتیوو برازیل
مونیز که در سائو دومینگوس دو پراتا به دنیا آمد، کار خود را با باشگاه فوتبال دسپورتیوو برزیل آغاز کرد و بین سال‌های ۲۰۱۶ تا ۲۰۱۸ برای آن بازی کرد.

### فلامینگو

#### کوریتیبا (قرضی)
در ۱۳ اکتبر ۲۰۲۰ مونیز به صورت قرضی تا پایان فصل ۲۰۲۰ به باشگاه فوتبال کوریتیبا نقل مکان کرد. اما پس از تنها ۶ بازی و یک گل برای کوریتیبا از او خواسته شد که به فلامینگو بازگردد.

### فولام
در ۱۳ اوت ۲۰۲۱ مونیز برای چهارده روز قرنطینه به اسپانیا سفر کرد و سپس برای قرارداد با فولام به انگلیس رفت. در همان روز فلامینگو و فولام بر سر مبلغ ۸ میلیون یورو به توافق رسیدند و باشگاه برزیلی ۲۰ درصد از مبلغ انتقال آینده را از آن خود خواهد کرد. هر دو باشگاه رسماً این انتقال را در ۲۰ اوت ۲۰۲۱ اعلام کردند. او اولین گل خود را برای فولام در باخت ۲ بر ۱ مقابل باشگاه فوتبال ردینگ در ۱۸ سپتامبر ۲۰۲۱ به ثمر رساند.